# رابرت استوارت
رابرت استوارت (انگلیسی: Robert Stewart, Duke of Albany;حدود ۱۳۴۰ – ۳ سپتامبر ۱۴۲۰ (حدود ۸۰ سالگی)) عضو دودمان سلطنتی استوارت با عنوان دوک آلبانی، و نایب‌السلطنه سه پادشاه مختلف اسکاتلند (روبرت دوم اسکاتلند، روبرت سوم اسکاتلند، و جیمز یکم اسکاتلند بود. آلبانی سیاستمداری بی‌رحم بود و باور بر آن است که پسرعمویش دوک راتزی را به قتل رساند. جیمز یکم اسکاتلند برای هجده سال در انگلستان در اسارت بود و در این مدت رابرت استوارت دوک آلبانی به جای او حکومت می‌کرد. او در ۱۴۲۰ درگذشت و پسرش مردوخ استوارت جانشین او شد. پس از بازگشت جیمز از انگلستان در ۱۴۲۵ مردوخ به اتهام خیانت اعدام شد و بساط شاخهٔ آلبانی خاندان استوارت برچیده شد.